# Fats Navarro
Theodore "Fats" Navarro (Key West, Florida, 24 de septiembre de 1923 - Nueva York, 7 de julio de 1950) fue un trompetista estadounidense de jazz.

## Biografía
Hijo de un barbero aficionado al piano de origen cubano, empezó a estudiar ese instrumento a los seis años, pero la falta de resultados apreciables le aconsejaron cambiar de instrumento.

## Trayectoria
Inició su carrera profesional en 1939, tocando como saxofonista con Walter Johnson, en Miami, aunque rápidamente se pasó a la trompeta, con el grupo de Snookum Russell, en 1941. Después trabajó en la banda de Andy Kirk (1943-1944) y con Billy Eckstine (1945-1946), quien había sido informado de su calidad por Dizzy Gillespie, a quien sustituyó. En la banda de Eckstine, Navarro comenzó tocando, nota por nota, los solos del propio Gillespie, aunque pronto mostró su capacidad creativa y su feeling. Trasladado a Nueva York, se convierte en una de las figuras del circuito de clubs y del naciente bebop. 
Trabaja con Illinois Jacquet (1947-1948), tocando después brevemente con Lionel Hampton y Coleman Hawkins, antes de integrarse al grupo de Tadd Dameron (1948-1949). Participa después en diversas JATPs y, a comienzos de 1950, toca con Charlie Parker en el Birdland y en el Café Society, con Bud Powell y Max Roach. Pero apenas unos meses más tarde, fallece como consecuencia de la tuberculosis y las drogas, con sólo 26 años.

## Estilo
El estilo de Navarro, según el crítico Alain Gerber: "Es un modelo de equilibrio, al conciliar con total pertinencia la ciencia armónica, la frescura melódica y la audacia rítmica". A pesar de su breve carrera, influyó de forma notable en la obra de trompetistas como Clifford Brown, Lee Morgan, Art Farmer y Donald Byrd.

## Discografía
- 1946 Memorial - "Fats-Klook-Sonny-Kinney" (Savoy Records, 1946-47) with Kenny Dorham, Sonny Stitt, Bud Powell, Kenny Clarke, Curly Russell, Gil Fuller (arr).
- 1946 Eddie Lockjaw Davis: 1946-1947 (Classics).
- 1946 Illinois Jacquet: 1945-1946 (Classics).
- 1946 Goin´ To Minton´s (Savoy, 1946-47) with Bud Powell, Sonny Stitt, Tadd Dameron, Art Blakey, Kenny Clarke.
- 1946 Nostalgia (Savoy, 1946-7) with Eddie Lockjaw Davis, Dexter Gordon, Al Haig, Art Blakey.
- 1948 Howard McGhee: On Dial - The Complete Sessions 1945-1947 (Spotlite).
- 1948 Howard McGhee: 1948 (Classics).
- 1947 The Fabulous Fats Navarro, Vol 1 & 2, (Blue Note 1947-48).
- 1947 The Complete Fats Navarro On Blue Note And Capitol (Blue Note, with-49).
- 1948 Fats Navarro Featured With The Tadd Dameron Band (Milestone) with Milt Jackson, Kenny Clarke.
- 1950 Bird & Fats - Live At Birdland (Cool & Blue) with Charlie Parker, Bud Powell, Tommy Potter, Curley Russell, Art Blakey, Roy Haynes.
- 1950 Bud Powell: The Amazing Bud Powell, Volume 1 (Blue Note).
- 1950 The Fats Navarro Story (Proper, 4-CD-Compilation).